# آشورباي (شيرنغ)
اشورباي (بالفارسية: آشوربای) هي قرية تقع في إيران في قسم شیرنغ الریفي. يقدر عدد سكانها بـ 1262 نسمة بحسب إحصاء 2016.